# Özge Özacar
Özge Özacar (* 22. April 1995 in Istanbul) ist eine türkische Schauspielerin.

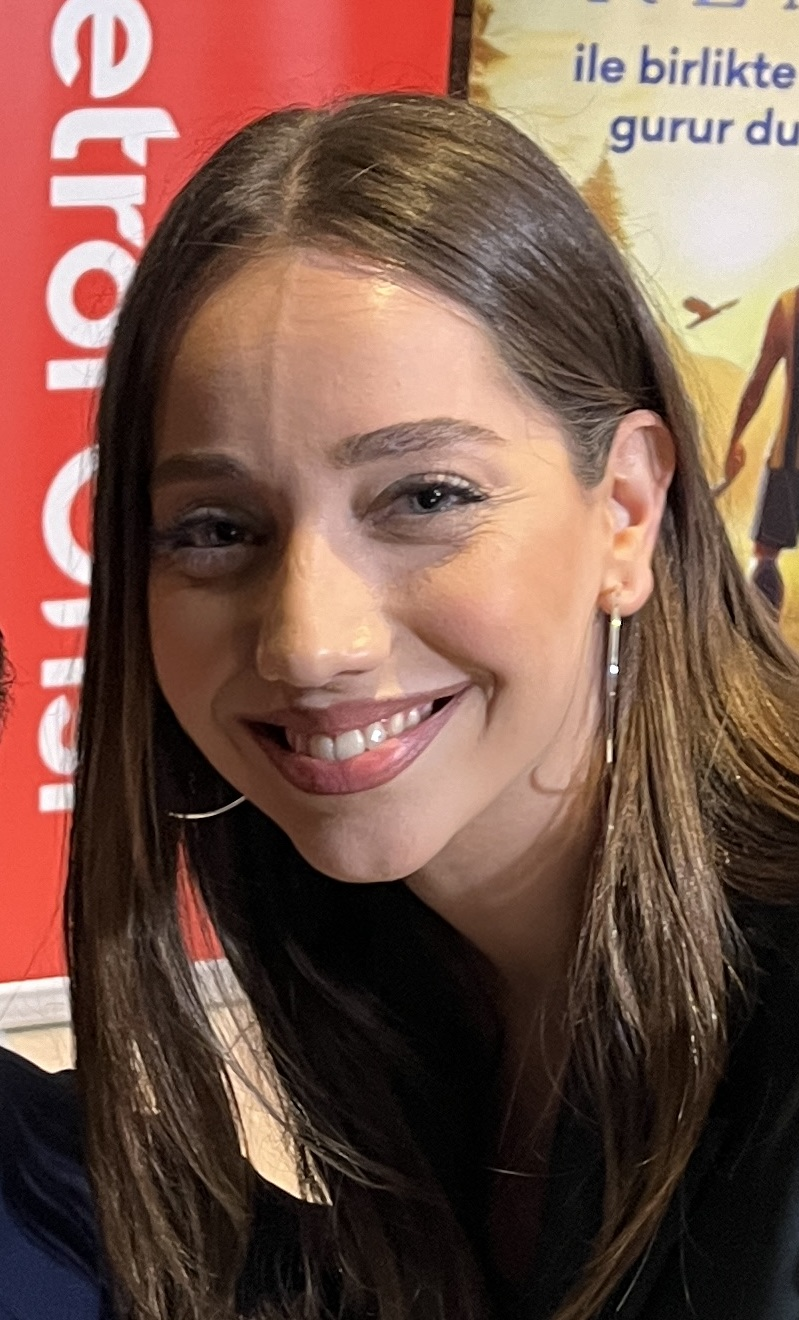

## Leben und Karriere
Özacar wurde am 22. April 1995 in Istanbul geboren. Sie studierte an der Marmara-Universität. Ihr Debüt gab sie 2015 in der Fernsehserie Tatlı Küçük Yalancılar. 2016 trat Özacar in Oyunbozan auf. Danach bekam sie 2017 eine Rolle in Lise Devriyesi. Im selben Jahr spielte sie in Meryem mit. 
2019 wurde sie für den Film Hababam Sınıfı Yeniden gecastet. Unter anderem spielte sie in der Serie Sevgili Geçmiş die Hauptrolle. Dann trat sie 2020 in Kerafet auf.
Neben Türkisch spricht sie außerdem fließend Englisch und Französisch.

## Filmografie
Filme
- 2019: Hababam Sınıfı Yeniden
- 2022: Bursa Bülbülü

Serien
- 2015: Tatlı Küçük Yalancılar
- 2016: Oyunbozan
- 2017: Lise Devriyesi
- 2017–2018: Meryem
- 2019: Sevgili Geçmiş
- 2020–2021: Kefaret
- 2021: Seyyar
- 2022: Baba
- 2022: Hayaller ve Hayatlar
- 2023: Kızılcık Şerbeti